# 캐시 옌
캐시 옌(Cathy Yan) 또는 옌우시(阎羽茜)는 중국 출신의 미국 영화 감독이다. 2018년 선댄스 영화제에서 인디 영화 〈죽은 돼지들〉을 출품하여 주목받고, 이후 DC 코믹스 원작의 영화 《버즈 오브 프레이》 감독으로 내정되었다.
그녀는 중국에서 태어나 홍콩과 미국 워싱턴 DC에서 자랐다. 로스앤젤레스 타임스와 월 스트리트 저널에서 기자로 활동했으나, 중국 강에 돼지 사체가 무더기로 발견되었다는 뉴스를 접한 뒤 상하이로 가서 이를 소재로 영화를 만들게 되었다. 자장커가 프로듀서로 관여한 이 작품은 2018년 선댄스 영화제에 출품되어 블랙 코미디로서 탁월하다는 평가를 얻었다.
2018년 4월 DC 코믹스 원작의 영화 《버즈 오브 프레이》의 감독으로 내정되었다. 이로써 그녀는 DC 영화 감독들 중 《원더우먼》의 패티 젱킨스 감독에 이은 두 번째 여성 감독이자, 최초의 아시아인 여성 슈퍼히어로 영화 감독이 되었다.

## 연출 작품 목록

### 영화
| 연도 | 제목                  | 원제                   | 역할 | 역할   | 비고 |
| 연도 | 제목                  | 원제                   | 감독 | 각본   | 비고 |
| ---- | --------------------- | ---------------------- | ---- | ------ | ---- |
| 2013 | 지난 밤               | Last Night             | 예   | 예     |      |
| 2016 | 아래로 흐르는 강      | Down River             | 예   | 예     |      |
| 2016 | 우리 엄마 말에 따르면 | According to My Mother | 예   | 예     |      |
| 2018 | 죽은 돼지들           | Dead Pigs              | 예   | 예     |      |
| 2020 | 버즈 오브 프레이      | Birds of Prey          | 예   | 아니요 |      |
| 2025 | 갤러리스트            | The Gallerist          | 예   | 아니요 |      |